# Arthur Shaw (Leichtathlet)
Arthur Shaw (Arthur Briggs „Art“ Shaw; * 28. April 1886 in Joliet, Illinois; † 18. Juli 1955 in Altadena, Kalifornien) war ein US-amerikanischer Hürdenläufer.
Bei den Olympischen Spielen 1908 in London gewann er Bronze im 110-Meter-Hürdenlauf. 1908 und 1911 wurde er US-Meister über 120 Yards Hürden.
Arthur Shaw studierte am Dartmouth College.